# Marburger Presse
Die Marburger Presse (MP) war eine von 1945 bis 1951 in der Stadt Marburg und den umliegenden Gemeinden verbreitete Tageszeitung.
Die Marburger Presse wurde Anfang September 1945 als dritte Zeitung in der Amerikanischen Besatzungszone und als zweite nach der Frankfurter Rundschau in Hessen lizenziert und erschien erstmals am 14. September 1945. Lizenznehmer waren Hermann Bauer, ein gebürtiger Marburger und Mitbegründer der LDP, sowie der aus Gießen stammende Drucker Friedrich Carl Bremer, ein Mitglied der SPD.
Die Zeitung hatte eine Anfangsauflage von 15.000 Exemplaren und erschien später mit einer Auflage von 10.000 Exemplaren zweimal wöchentlich und hatte einen Umfang von vier bis sechs Seiten. Die neuste Ausgabe erschien mittags, da sie am jeweiligen Tag erst ab dem Morgen und nicht schon in der vorherigen Nacht gedruckt wurde. Eine „Mittagszeitung“ blieb die Marburger Presse ihre gesamte Bestandszeit bis 1951. Ab 1947 erschien die Zeitung (bei einer Auflage von 30.577 Exemplaren) an drei Tagen in der Woche. Ab dem 1. August 1948 konnte die Zeitung täglich erscheinen und verfügte nun über einen Umfang von 26 Seiten. Gleichzeitig wurde der Preis von 20 Pfennig auf 15 Pfennig gesenkt.
Im Jahr 1951 schloss sich die Marburger Presse mit der Oberhessischen Zeitung zur Oberhessischen Presse zusammen. Der Vorschlag zur Fusion der beiden Marburger Zeitungen kam bereits einige Zeit zuvor vom im November 1950 verstorbenen Carl Hitzeroth, dem Herausgeber der Oberhessischen Zeitung. Nachdem Bauer und Bremer dem zustimmten, erschien am 1. Juli 1951 erstmals die neue Zeitung mit einem Titel, der beide früheren Zeitungsköpfe vereinte. Sie hatte eine Anfangsauflage von 25.000 Stück.